# Palais Ostojić à Subotica
Le palais Ostojić à Subotica (en serbe cyrillique : Остојића палата у Суботици ; en serbe latin : Ostojića palata u Subotici) est situé à Subotica, dans la province de Voïvodine et dans le district de Bačka septentrionale, en Serbie. Il est inscrit sur la liste des monuments culturels de grande importance de la République de Serbie (identifiant no SK 1225).

## Présentation
La partie du bâtiment située 4 Trg Republike (« place de la République »), qui appartenait au marchand Jovan Ostojić, a été construite en 1848 sur des plans de l'architecte János Scultety, tandis que la partie située au no 6 a probablement été construite un an plus tôt pour l'entrepreneur Imre Jakopčić.
Le « palais » forme un ensemble caractéristique de l'architecture néo-classique, avec des éléments décoratifs simples aussi bien au rez-de-chaussée qu'à l'étage. La façade est dotée de deux avancées latérales mises en valeur par un balcon en fer forgé et surmontées d'un fronton triangulaire ; la partie centrale possède un portail surmonté d'un cartouche.
Le bâtiment a subi des changements, notamment sur le plan de la décoration, en 1891, 1902 et 1907 selon un projet de l'architecte Géza Koczka.